# 張映宿
張映宿（？年—1641年），號小月，河南信陽縣人，明朝政治人物、同進士出身。

## 生平
万历四十六年（1618年）戊午科舉人，崇禎四年（1631年）辛未科進士，兵部观政，授靜海縣知縣，六年被革职。崇祯十四年家居时，值张献忠攻信阳城，死于兵難。